# Друге монгольське вторгнення до Угорщини
Друге монгольське вторгнення до Угорщини — військова кампанія монголів у 1285—1286 роках, внаслідок чого Угорське королівство зуміло остаточно ліквідувати загрозу з боку Золотої Орди.

## Передумови
Після першого вторгнення монголів Угорщина перебувала в складній економічній та політичній ситуації. Шибан, брат хана Бату, отримав улус на території королівства, хоча безпосередньо й не керував ним. Бела IV відновив усю владу, хоча відбувалися постійні сутички з монгольськими загонами в Східній Трансильванії. Втім вимушен був сплачувати данину монголам у вигляді коштовних подарунків. 1246 року на курултаї в Каракорумі було вирішено продовжити завоювання європейських держав.
Король розумів, що нове вторгнення неминуче. Він витратив наступні кілька десятиліть на реформування війська. Перш за все, він об'єднав servientes і iobagiones castri в новий клас добре навчених лицарів в важких обладунках. У 1247 році він уклав угоду з лицарями ордену госпітальєрів, віддавши їм південно-східну прикордонну територію в обмін на їхню допомогу у створенні більшої кількості важкої кавалерії та укріплень. У 1248 році він оголосив, що представники середньої верстви країни можуть увійти до стану баронів за умови, що будуть приводити загони з належним чином спорядженим до королівської армії. Після 1250 року вільні власники дрібних і середніх маєтків, які служили безпосередньо королю, були зараховані до угорської шляхти. Новим поселенцям було надано «умовне» шляхетство в обмін на вимогу воювати верхи та в броні на вимогу короля.
Король надавав пільги містам і знаті в обмін на будівництво кам'яних укріплень. До кінця свого його правління зведено майже 100 нових фортець, з яких 66 були кам'яними замками. Це було серйозне оновлення з 1241 року, коли королівство мало лише 10 кам'яних замків, половина з яких була розташована вздовж кордону з Австрійським герцогством.
У 1254 році Бату зажадав укладання шлюбного союзу свого сина й угорської принцеси та надання чверть королівської армії для майбутнього монгольського походу на Центральну та Західну Європу. В обмін на це Угорщина була б звільнена від сплати данини. У разі відмови королівство опинилося перед загрозою ворожого вторгнення. Бела IV проігнорував це, а через трохи більше ніж через рік Бату помер.
У 1259 році Бела IV хотів найняти щонайменше 1 тис. венеційських арбалетників. Того ж року новий хан Берке повторив вимоги Бату. 1260 році ординці на чолі із Ногаєм здійснили напад на Угорщину, але були відбиті ще на кордоні. Це був розвідувальний похід. Подальша війна з Хулагуїдами на Кавказі завадила Берке почати повне вторгнення до Угорського королівства. Але 1264 року ординський хан знову повторив вимогу, яку було проігноровано.
1282 року король Ласло IV вступив у конфлікт з власними баронами. В цей час почалося потужне повстання половців, що тривало до 1283 року. Воно послабило королівство. Цим вирішив скористатися Ногай (фактичний правитель Золотої Орди).

## Перебіг подій
У лютому 1285 року беклярбек Ногай разом з ханом Тула-Бугою вторгся до Угорського королівства. Монголи розділилися на дві частини. Корпус під керівництвом Ногая напав зпівдня і пограбував міста Регін, Брашов та Бистриця. Здійснивши руйнування у Трансільванії, він пішов на Пешт. Друга частина монголів під проводом Тула-Буги через Моравію напала на північ Угорщини, але просування було сповільнене через великі сніги в Карпатах. Третя армія рушила найпівденнішими землями. Спочатку Тула-Буга зазнав поразки біля Траскавського замку, втративши 1 тис. вояків. Потім армія короля Ласло IV розбила його під Пештом, а потім погнала у прохід Східних Карпат, де хан потрапив в засідку та були атаковані секкеями під час відступу. Безліч монголів було вбито.
Корпус Ногая також зазнав серйозних втрат від місцевих військ (саксів та влахів) і був змушений піти через загрозу підходу нових сил після розгрому корпусу Тула-Буги. Через постійні переслідування і програні битви монголи були змушені залишити більшу частину здобич. З їхньої точки зору кампанія була провальною.

## Наслідки
Підсумок другої кампанії був невдалим для монголів, оскільки втратили значну частину своїх сил через численні невеликі набіги угорців, дві великі військові поразки та голод. Це призвело до зникнення загрози поневолення Угорщини з боку Золотої Орди. У 1288 році угорські війська навіть допомагали Польщі під час вторгнення туди монголів.
В наступні роки відбувалися лише прикордонні сутички й набіги. З кінця 1330-х років угорці переходять у наступ. Зрештою 1345 року було завдано поразки війську улуса Куркмиши, що панунвав в Болохвінській землі та волоських територіях. В результаті територія сучасної Буковини була звільнена, де посів владу молдовський воєвода Драгош I.